# Ryan Kees
Ryan Ed Kees (2 de abril de 1985, Eagan, Minnesota) es un exjugador profesional de fútbol americano.
Jugaba en la posición de defensive end. Firmó como agente libre para Detroit Lions en 2009. Había jugado como universitario en St. Cloud State.
También participó con California Redwoods en la United Football League y Arizona Cardinals en la National Football League.